# Zelândia (região)
A Região da Zelândia (Region Sjælland, em dinamarquês) é uma das 5 regiões administrativas da Dinamarca.
É composta pela maior parte da ilha da Zelândia, excluindo a área do nordeste, onde está a Região da Capital (Region Hovedstaden). Inclui ainda as ilhas de Lolland, Falster e Møn.
O seu centro administrativo (hovedsæde) está na cidade de Sorø, e o seu Conselho Regional (Regionsråd) tem 41 deputados.
Ocupa uma superfície de 7 273 km² e tinha, em 2009, 821 252 habitantes.
A sua maior cidade é Roskilde.

Foi criada em 1º de janeiro de 2007 pela Reforma Estrutural da Dinamarca, que substituiu os antigos 14 condados (amter) por 5 novas regiões (regioner). 
Compreende os antigos condados de Roskilde (Roskilde Amt), Storstrøm (Storstrøms Amt) e Zelândia Ocidental (Vestsjællands Amt).

## Áreas de responsabilidade
A ”Região Zelândia” tem como função dominante a gestão da saúde pública.                                                                                   Está igualmente encarregada da planificação geral da região, com especial relevo para os transportes coletivos e para várias instituições sociais regionais.                                                                                                     O seu financiamento é feito pelo estado e pelas comunas, não tendo direito a lançar impostos regionais. 

## Municípios
A Região da Zelândia (Region Sjælland) é constitida por 17 comunas (kommuner).

| - Faxe - Greve - Guldborgsund - Holbæk - Kalundborg - Køge | - Lejre - Lolland - Næstved - Odsherred - Ringsted | - Roskilde - Slagelse - Solrød - Sorø - Stevns - Vordingborg |